# Niervleklieveheersbeestje
Het niervleklieveheersbeestje (Chilocorus renipustulatus) is een kever uit de familie van de lieveheersbeestjes (Coccinellidae).

## Kenmerken
De kevers zijn ongeveer vier tot vijf millimeter lang, zijn sterk tot een halve bol gebogen en hebben een zeer kleine kop en nek in vergelijking met het lichaam. Ze hebben zwarte dekschilden met een opstaande rand op het achterlijf, waarop twee rode of geelachtige, ronde of dwarse, ovale vlekken te vinden zijn. Hun hoofd is dicht gestippeld, aan de voorkant en op het pronotum, dat smaller wordt aan de zijkanten en aangepast aan de bolvorm, ze hebben fijne haartjes aan de voorkant en zijkanten. Hun voelsprieten en poten zijn bruin.
In tegenstelling tot de meeste lieveheersbeestjes heeft het niervleklieveheersbeestje geen witte oogvlekken op het halsschild. De kever is ook wat boller, vergeleken met het zevenstippelig lieveheersbeestje.

## Voorkomen
De kevers komen voor in heel Europa, van noord tot zuid Noorwegen en centraal Zweden, en in vochtige gebieden op loofbomen en struiken in Azië. Ze geven vooral de voorkeur aan elzen, essen en kornoelje.
In Nederland en België  komt deze soort vrij algemeen voor.